# Nguyễn Bá Trác

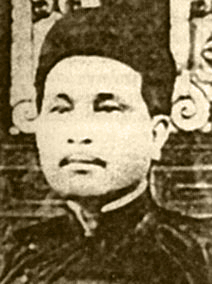
Danh Sỹ Nguyễn Bá Trác

Nguyễn Bá Trác (chữ Hán: 阮伯卓; 1881 – 1945), bút hiệu Tiêu Đẩu, là quan nhà Nguyễn, cộng sự của thực dân Pháp, nhà cách mạng, nhà báo và là nhà biên khảo Việt Nam.

## Tiểu sử
Nguyễn Bá Trác sinh năm Tân Tỵ (1881) tại làng Bảo An, huyện Điện Bàn, tỉnh Quảng Nam. Thuở nhỏ ông theo học ở Quảng Nam, năm 1906, thi đỗ Cử nhân ở Huế.
Hưởng ứng lời kêu gọi của các nhà ái quốc trong phong trào Đông Du, ông ra Hà Nội học tiếng Pháp và năm 1908, ông sang du học ở Nhật. Nhưng cũng ngay năm ấy, dưới sức ép của Pháp, chính phủ Nhật đã giải tán phong trào Đông Du, ông phải sang Trung Quốc rồi trở về Hà Nội (Việt Nam) năm 1914, làm ở Phòng báo chí Phủ Toàn quyền Đông Dương và Chủ bút phần bài chữ Hán tờ Cộng Thị  cho đến năm 1916.
Năm 1917, dưới sự bảo trợ của Louis Marty, Phạm Quỳnh sáng lập Nam Phong tạp chí, ông nhận làm Chủ bút phần Hán văn.
Sau thôi làm ở báo Nam Phong, ông chuyển ngạch quan Nam triều vào Huế làm Tá lý Bộ Học và lần lượt trải qua các chức vụ cao cấp: Tuần vũ Quảng Ngãi, Thị lang Bộ Binh, Tổng đốc Thanh Hóa, Tổng đốc Bình Định.
Tháng 8 năm 1945, Việt Minh lên nắm chính quyền, ông bị xử bắn công khai tại Quy Nhơn (Bình Định).

## Tác phẩm
Ngoài nhiều bài viết trên tờ Nam Phong từ năm 1917 cho đến năm 1932, Nguyễn Bá Trác đã biên soạn thêm nhiều tác phẩm sau: 
- Cổ Học viện thư tịch thủ sách (soạn cùng với Nguyễn Tiên Khiêm) gồm 11 quyển (1921)
- Hoàng Việt Giáp Tý niên biểu (1925)
- Bàn về học thuật nước Tàu (1918)
- Hạn mạn du ký (1920. Năm 1921, Đông Kinh ấn quán - Hà Nội in lại)
- Bàn về Hán học (1920)
- Hương Giang mộng (1920)
- Ngã An Nam dân tộc Nam tiến chi lịch sử (1921)
- Mấy lời chung cáo của các nhà Nho (1921)
- Nguyễn Bá Học tiên sinh chi lược sử cập kỳ di ngôn (1921)
- Du Thanh Hòa ký (19210)
- Hán học văn học khảo (1917-1932)...

## Hạn mạn du ký
Nguyễn Bá Trác biên soạn nhiều sách, nhưng được nhiều người biết đến hơn cả là tập Hạn mạn du ký (có nghĩa là đi chơi phiếm). 
Đây là thiên ký sự bằng chữ Hán gồm 14 chương, sau ông mới đem dịch ra Việt văn, rồi đăng trên Nam Phong tạp chí từ số 38 đến số 43 vào năm 1920.
Nguyên nhân sáng tác, trong lời mở đầu, Nguyễn Bá Trác đã cho biết như sau: 
Tôi về nước đã 5 năm nay, kể từ năm 1908 bước chân đi, đến năm 1914 tôi trở về Sài Gòn giữa ngày tháng 8, tính đốt ngón tay một dạo phiếm du chốc đã 6 năm có lẽ. Loanh quanh trong nước một năm, tạm trọ ở Xiêm La hơn 10 ngày, làm khách qua Nhật Bản một tháng, rồi lại sang Trung Hoa, bao nhiêu thương phụ to, tỉnh thành lớn, như Ba Thục miền Tây, U Uyên đất Bắc, Quế Việt cõi Nam, đều là chỗ mình có để ít nhiều dấu xe dấu ngựa. Nay đem đường lối phong cảnh mà mình đã trải qua nơi đất khách, chép nhặt một vài, còn chuyện chi chi (ý nói đến việc đi làm cách mạng của ông) không rổi mà nói đến.
Đề cập đến tác phẩm này, nhà nghiên cứu văn học Phạm Thế Ngũ viết:
...Câu Việt văn khác mạch lạc suôn sẻ, đôi chỗ đăng đối du dương. Những tình tiết ly kỳ của cuộc phiêu lưu nơi đất lạ đã đem lại cho câu chuyện nhiều vẻ hấp dẫn. Nhất là đối với các Nho gia ta khi ấy từng ôm cái mộng Đông du; nếu không thì trí não cũng đầy kỷ niệm văn chương về danh nhân, danh thắng Trung Hoa, đọc "Hạn mạn du ký" của Nguyễn Bá Trạc thật là thú vị. Cả nữ giới cũng hoan nghênh lắm. Bà Tương Phố từng kể hay gối Nam Phong ở đầu giường để đọc du ký của ông Quỳnh (Phạm Quỳnh), ông Trác mà mộng du đất Pháp, đất Tàu. Ông Dương Quảng Hàm khi làm sách Quốc văn trích diễm (1925) dành hẳn cho thiên du ký của Nguyễn Bá Trác hai bài trích, đó là Đường đi Hương Cảng và Điếu Kim lăng, đủ thấy độc giả đương thời đã thích thưởng thức dường nào..
Và trong tập sách này có một khúc ca phương Nam do ông dịch, đã giúp ông thêm nổi danh.

## Hồ trường
Cái tên Hồ Trường do người đọc trích chữ trong lời ca mà gọi chứ không phải do Nguyễn Bá Trác đặt. Bài này nằm ở chương 10 tập Hạn mạn du ký. Ở chương này, tác giả cho biết vào khoảng năm 1912, khi lưu lạc đến Thượng Hải, ông đã gặp một người đồng hương cùng chí hướng, người này có giọng hát hay (giọng Quảng Đông). Một đêm nọ, hai người đi uống rượu, "rượu ngà ngà, Nguyên quân đứng dậy mà hát" (mà sau này gọi là Nam phương ca khúc). Ở bàn bên cạnh, một võ quan họ Lưu, người Trực Lệ, nghe điệu hát, sang hỏi là điệu gì, được trả lời: "Ấy là một điệu đặc biệt ở phương Nam", họ Lưu nói "nghe tiếng bi mà tráng, nhiều hơi khảng khái, Nam phương mà có điệu hát đến thế ru?". Sau đó họ Lưu xin người hát chép ra giấy lời ca ấy để giữ xem....
Giới thiệu bản dịch bài Nam phương ca khúc, Phạm Thế Ngũ viết: Trong thiên du ký (Hạn mạn du ký), đặc biệt có một bài ca do một người bạn tác giả gặp ở Thượng Hải, cùng trong cái cảnh đào vong vì quốc sự, thường nghêu ngao hát những lúc mượn chén tiêu sầu nơi lữ điếm. Bài ca ấy độc giả bấy giờ và nhất là những người cách mạng lớp sau, ai cũng thích, thường học thuộc và ngâm nga...
Sau đây là bản phiên âm Hán-Việt trích từ Nam Phong tạp chí số 41 năm 1920, trang 400 - 401 và bản dịch của Dương Bá Trạc (đã chỉnh lại lỗi chính tả) do nhà biên khảo Phạm Hoàng Quân sao chép lại.
Nam phương ca khúc
Trượng phu sanh bất năng phi can chiết hạm vị thế phù cương thường
Tiêu dao tứ hải, hồ vị hồ thử hương
Hồi đầu nam vọng mạc vô cực hề, thiên vân nhất sắc đồ thương thương
Lập công bất thành, học bất tựu, thiếu tráng hữu cơ thời hề, toạ thị bách niên thân thế khu âm dương
Phủ chưởng cuồng ca vấn tư thế, mang mang thiên địa, an đắc tri nhất tri kỷ hề, thí lai đối chước hữu dư thương.
Dư thương trịch hướng đông minh thủy, đông minh chi thủy vạn đội khởi cuồng lan
Dư thương trịch hướng tây sơn vũ, tây sơn chi vũ nhất trận hà uông dương
Dư thương trịch hướng bắc phong khứ, bắc phong dương sa tẩu thạch phi thù phương
Dư thương trịch hướng nam thiên vụ, vụ trung hữu nhân khai khẩu nhất ẩm cừ nhiên túy
Thiên địa vũ trụ hồn tương vong, dư bất túy hĩ, dư hành dư chí
Nam nhi tự cổ sự tang bồng, hà tất cùng sầu khấp phần tử.
Dịch nghĩa:
Kẻ trượng phu sống mà không vạch gan, bẻ cột lo giềng mối cho đời
Rong chơi bốn biển, quê hương ở nơi đâu?
Quay đầu trông về nam, miệt mù vậy hỉ! Trời mây nối màu xanh ngắt
Lập công chẳng được, học không xong, trai trẻ có bao lâu, ngồi ngó trăm năm, thân đuổi cuộc sớm chiều.
Vỗ tay hát khùng, hỏi đời kia, đất trời mờ mịt vậy, một người tri kỷ tìm ở đâu, thử đến giúp ta rót chén rượu này
Ta quăng chén rượu đầy trộn nước biển đông, nước biển đông nổi cuộn vạn lớp sóng
Ta quăng chén rượu đầy vào mưa núi tây, mưa núi tây một trận sao lênh láng
Ta quăng chén rượu đầy đuổi theo gió bắc, gió bắc tung cát lăn đá bay nơi khác
Ta quăng chén rượu đầy vào mây mù trời nam, trong mây mù có người há miệng điềm nhiên say tràn
Trời đất dọc ngang đều mất hết, sao ta không say, chí ta thời ta làm
Từ xưa nam nhi đuổi theo tang bồng, cớ gì sùi sụt sầu cố hương.
Nguyễn Bá Trác dịch thơ:
Trượng phu không hay xé gan bẻ cột phù cương thường;
Hà tất tiêu dao bốn bể, luân lạc tha hương
Trời nam nghìn dậm thẳm, mây nước một màu sương
Học không thành, danh chẳng lập, trai trẻ bao lâu mà đầu bạc, trăm năm thân thể bóng tà dương.
Vỗ tay mà hát, nghiêng đầu mà hỏi, trời đất mang mang, ai là tri kỷ lại đây cùng ta cạn một hồ trường.
Hồ trường! Hồ trường! ta biết rót về đâu?
Rót về đông phương, nước bể đông chảy xiết sinh cuồng lạn;
Rót về tây phương, mưa Tây sơn từng trận chứa chan
Rót về bắc phương, ngọn bắc phong vì vụt, đá chạy cát dương;
Rót về nam phương, trời nam mù mịt, có người quá chén, như điên như cuồng
Nào ai tỉnh, nào ai say, chí ta ta biết, lòng ta hay
Nam nhi sự ngiệp ở hồ thỉ, hà tất cùng sầu đối cỏ cây.